# 秋山俊一郎
秋山 俊一郎（あきやま しゅんいちろう、1892年〈明治25年〉10月22日 - 1972年〈昭和47年〉12月3日）は、大正から昭和期の水産技術者、実業家、政治家。参議院議員。

## 経歴
高知県長岡郡東豊永村（大豊村を経て現大豊町怒田）で、秋山紋弥、春女の長男として生まれる。1912年（明治45年）高知県立第一中学校（現高知県立高知追手前高等学校）を卒業。1915年（大正4年）農商務省水産講習所（現東京海洋大学）漁撈科を卒業。
台湾宜蘭庁技手に任官し、1916年（大正5年）台湾総督府に転任。1920年（大正9年）長崎県に転じた。1928年（昭和3年）高知県水産課長に就任。その後、佐賀県水産課長を経て、長崎県水産試験場長となった。
1950年（昭和25年）6月の第2回参議院議員通常選挙で長崎県地方区から自由党公認で出馬して当選。1956年（昭和31年）7月の第4回通常選挙では自由民主党公認で出馬して再選され、参議院議員に連続2期在任した。この間、参議院水産委員長、第5次吉田内閣・外務政務次官、参議院農林水産委員長などを務めた。
その他、大洋漁業常務取締役、長崎商工会議所理事、同県電力協議会長、同県経営者協会長、漁業保険中央会長、都貿易取締役などを務めた。
1965年（昭和40年）4月の春の叙勲で勲二等に叙され、瑞宝章を受章する。
1972年12月3日、胃癌のため東京都世田谷区の国立大蔵病院で死去した。80歳没。自宅は東京都狛江市にあった。同月5日、特旨を以て位三級を追陞され、死没日付をもって正六位から従四位に叙され、銀杯一組を賜った。